# Lorenz von Stein
Lorenz von Stein (18. listopadu 1815, Eckernförde u Kielu – 23. září 1890, Vídeň) byl německo-rakouský ekonom a sociolog.
Velkou část dětství strávil v sirotčinci. Studoval právní vědy na Univerzitě v Kielu a na Sorbonně, kde se seznámil se socialistickým hnutím. V letech 1846–1851 učil na Univerzitě v Kielu (tehdy na území Dánska), ale protože hájil nezávislost rodného Šlesvicka-Holštýnska během revoluce 1848, byl po připojení k Dánsku propuštěn. Také bavorské úřady (pod tlakem těch pruských) zabránily, aby se stal profesorem na univerzitě ve Würzburgu. Na přímluvu rakouského ministra financí roku 1855 začal učit na Vídeňské univerzitě a činil tak až do odchodu do důchodu v roce 1885. V roce 1868 byl povýšen do šlechtického stavu.
Jeho politická a podnikatelská kariéra nebyla úspěšná. Nejvýznamnější je jeho dílo sociologické. V třídílné historii společenského pohybu ve Francii (Geschichte der sozialen Bewegung in Frankreich) z roku 1850 představil silně ekonomickou interpretaci dějin, která pracovala s koncepty proletariátu a třídního boje. Přes podobnost těchto myšlenek s Marxovými, Stein Marxe pravděpodobně přímo neovlivnil.